# Liste der Erzbischöfe von Albi
Die folgenden Personen waren Bischöfe und Erzbischöfe (ab dem 3. Oktober 1678) von Albi in Frankreich:
- Heiliger Clair
- Antime
- um 406: Diogénien
- 451: Anemius
- 506: Sabin
- 549: Ambroise
- 580–584: Heiliger Salvi (Salvy) oder Salvii
- 585: Didier
- 625–647: Constance
- ?–664: Didon
- 647–673: Richard
- 692–30. Mai 698: Citruin
- um 700: Heiliger Amarand
- 722: Hugo I.
- 734: Johannes I.
- 812: Verdat
- 825: Wilhelm I.
- 844: Balduin
- 854: Pandevius
- 876: Heiliger Loup
- 886: Eloi
- 887–891: Adolence
- 921: Paterne
- 926: Godebric
- 936: Angelvin
- 941–942: Miron
- 961–967: Bernhard I.
- 972: Frotaire
- 975–987: Amelius oder Ameil I.
- 990: Ingelbin
- 992: Honorat
- 998: Amblard
- 1020–1040: Amelius oder Ameil II.
- 1040–1054: Wilhelm II.
- 1062–1079: Frotard
- 1079–1090: Wilhelm III.
- 1096: Gauthier
- 1098–1099: Hugo II.
- 1100–1103: Adelgaire I.
- 1103: Armand I. de Cessenon
- 1109–1110: Adelgaire II.
- 1115: Sicard
- 1115–1125: Bertrand I.
- 1125–1132: Humbert
- 1136–1143: Hugo III.
- 1143–1155: Rigaud
- 1157–1174: Wilhelm IV.
- 1176: Gérard (oder Géraud I.)
- 1183: Claude André
- 1185–1227: Guillaume V. (Pierre de Brens)
- 1228–um 1254: Durand
- 1254–um 1271: Bernard II. de Combret
- 7. März 1276–1308: Bernard III. de Castanet
- 1308–1311: Bertrand II. des Bordes
- 1311–1314: Géraud II.
- 1314–1333: Béraud de Farges
- 1334–1336: Pierre I. de la Vie
- 26. Juli bis 28. November 1337: Bernard IV. de Camiet
- 1337–1338: Guillaume VI. Court
- 1339–1350: Peitavin de Montesquiou
- 1351–1354: Armand II. Guillaume
- 1355–1379: Hugues IV. Aubert (Aubert (Familie))
- 1379–1382: Dominique I. de Florence
- 1382: Jean II. de Saie
- 1383–1392: Guillaume VII. de la Voulte
- 1393: Pierre II.
- 1393–1410: Dominique I. de Florence (2. Mal)
- 1410–1434: Pierre III. Neveu
- 1435: Bernard V. de Cazilhac
- 1435–1462: Robert Dauphin (Haus Auvergne)
- 1462–1473: Jean Jouffroy
- 1474–1502: Louis I. d’Amboise (Haus Amboise)
- 1502–1510: Louis (II.) Kardinal d’Amboise (Haus Amboise)
- 1510–1515: Charles I. Robertet
- 1515–1518: Jean-Jacques Kardinal Robertet
- 1519–1523: Adrien Kardinal Gouffier de Boissy
- 1524–1528: Aymar Gouffier
- 1528–1535: Antoine Kardinal Duprat
- 1535–1550: Jean Kardinal de Lorraine
- 1550–1561: Louis Kardinal Guise de Lorraine
- 1561–1567: Lorenzo Kardinal Strozzi
- 1568–1574: Philippe de Rodolfis
- 1575–1588: Giuliano de Medici
- 1588–1608: Alphonse I. d'Elbene
- 1608–1635: Alphonse II. d'Elbene
- 1635–1676: Gaspard de Daillon du Lude (Haus Daillon)
- 1676–1687: Hyacinthe Serroni (erster Erzbischof ab 1678)
- 1687–1703: Charles II. Le Goux de la Berchère
- 1703–1719: Henri de Nesmond
- 1719–1747: Armand-Pierre de la Croix de Castries
- 1747–1759: Dominique de La Rochefoucauld (dann Erzbischof von Rouen)
- 1759–1764: Léopold-Charles de Choiseul-Stainville
- 1764–1794: François-Joachim Kardinal de Pierre de Bernis
- 3. April 1791: Jean-Joachim Gausserand
- 1794–1802: François de Pierre de Bernis
- 1817–1833: Charles III. Brault
- 1833–1842: François-Marie-Edouard de Gualy
- 1842–1864: Jean-Joseph-Marie-Eugène de Jerphanion
- 1864–1875: Jean-Paul-François-Marie-Félix Lyonnet
- 1876–1884: Etienne-Emile Ramadié
- 1884–1899: Jean-Emile Fonteneau
- 1899–1918: Eudoxe-Irénée-Edouard Mignot
- 1918–1940: Pierre-Célestin Cézerac
- 1940–1956: Jean-Joseph-Aimé Moussaron
- 1957–1961: Jean-Emmanuel Marquès
- 1961–1974: Claude Dupuy
- 1974–1985: Robert Coffy (dann Erzbischof von Marseille)
- 1986–1988: Joseph-Marie-Henri Rabine
- 1989–1999: Roger Lucien Meindre
- 2000–2010: Pierre-Marie Carré (dann Koadjutorbischof und später Erzbischof von Montpellier)
- 2011–2023: Jean Legrez OP
- seit 2023: Jean-Louis Balsa